# Lav IX.
Lav IX., papa od 12. veljače 1049. do 19. travnja 1054. godine. Smatra se za najvažnijeg njemačkog papu. Za vrijeme njegovog pontifikata došlo je do Istočnog raskola, 1054. godine.

## Životopis
Rođen u Eguisheimu, 21. lipnja 1002., kao Bruno von Egisheim-Dagsburg. Bio je sin lokalnog grofa po imenu Hugo, a koji je bio u srodstvu s njemačkim kraljem Konradom II. Bruno se obrazovao u Toulu, gdje je prvo služio kao kanonik, a potom kao biskup od 1026. godine. S tog je mjesta kasnije obavljao diplomatske misije za kralja i cara Henrika III.
Njegov dolazak na mjesto pape je uslijedio nekoliko mjeseci po smrti pape Damaza II. I kao njegov prethodnik, uživao je podršku Henrika III., ali i delegata iz samog Rima. U prosincu 1048. ga je za novog papu izabrala skupština u Wormsu. Bruno je, međutim, inzistirao na tome da papom postane u skladu s odredbama kanonskog prava, odnosno od strane rimskih biskupa i naroda. Stoga se iz Wormsa zaputio prvo u Besançon, gdje se susreo s utjecajnim opatom Hugom od Clunyja, a potom ga je reformski nastrojeni redovnik Hildebrand (budući papa Grgur VII.) pratio u Rim. Tamo je stigao u veljači 1049. gdje je uz oduševljenje građana formalno izabran za papu te uzeo ime Lav IX.
Već za nekoliko mjeseci, odnosno za Uskrs je u Rimu organizirao veliki crkveni sabor na kome je donio nove odredbe usmjerene protiv simonije kao i za uvođenje obaveznog svećeničkog celibata. Potom se uputio na putovanje po Francuskoj, Italiji i Njemačkoj gdje je predsjedao na lokalnim saborima. Godine 1050. je, organizirao sabor posvećen kontroverznim učenjima Berengara od Toursa. Godine 1052. je još jednom putovao u Njemačku, nastojeći osigurati podršku cara Henrika III. protiv Normana koji su počeli ugrožavati južne granice papinske države.
Henrik, međutim, nije imao razumijevanja za taj problem, pa se Lav okrenuo caru Konstantinu IX. Monomahu. Na Normane, okupljene oko grofa Apulije Onfroija de Hautevillea, je krenula bizantska vojska pod Argirom, dok je sam Lav IX. organizirao i vodio vojsku koju su činili kontingenti talijanskih gradova-država, langobardskih kneževa i švapskih vitezova. Lavovo nastojanje da Normane ukloni oružanom silom je doživjelo propast u bitci kod Civitatea 1053. prilikom koje je saveznička vojska razbijena, a sam papa zarobljen. Lav je nekoliko mjeseci proveo u kućnom pritvoru u Beneventou prije nego što je pušten. Lav IX. je u međuvremenu umro, a naslijedio ga je njegov sunarodnjak Viktor II.
Prema autoru životopisa pape Lava IX., povjesničar Neven Budak prepoznaje Stjepana I. kao kralja Dalmacije (što podrazumijeva i kralja Hrvatske) koji je želio doći pred papu te mu kao poklon poslao papagaja koji je znao izgovarati papino ime.

## Crkveni raskol
Neposredni povod raskolu dala je rasprava o uporabi beskvasnog kruha u bogoslužju i postu na subotu početkom korizme - detalje koje su Grci sporadično predbacivali "Latinima" još od doba Focija I. Zapad je sa svoje strane spočitavao carigradskom patrijarhu Mihaelu Cerulariju uporabu naslova "ekumenski patrijarh", na kojega su patrijarsi u Carigradu polagali pravo još od Kalcedonskog sabora 451. godine - tada su im takav naslov koji je trebao naznačiti osobiti položaj patrijarha čije se sjedište nalazilo u istom gradu gdje i sjedište cara priznali koncilski oci, ali taj njihov zaključak (28. kanon Kalcedonskog sabora) nisu potvrdili niti tadašnji papa Lav I. (kojega kao sveca štuju danas i katolici, i pravoslavni), niti bilo koji od kasnijih papa.  
Legat pape Lava IX. kardinal Humbert položio je 16. srpnja 1054. na oltar crkve svete Sofije bulu kojom izopćuje Cerularija i neke druge grčke biskupe (ne i čitavu istočnu Crkvu), a Cerularije je na to izopćio papu, tada već pokojnoga. 
Car Izak I. Komnen, vrlo uzrujan čitavom situacijom, poslao je Cerularija u progonstvo, gdje je ovaj i umro. Međutim jedinstvo crkava nije nikada više uspostavljeno: izopćeni biskupi su nastavili rukopolagati nove biskupe, koji su upravljali mjesnim crkvama - u otvorenom nepoštivanju pape u Rimu.